# عنکبوت آذینی هندی
عنکبوت آذینی هندی (نام علمی: Poecilotheria regalis) نام یک گونه از سرده عنکبوت‌های ببری است.